# ليونيل ميتشيل
ليونيل ميتشيل (بالإنجليزية: Leonel Mitchell)‏ هو قسيس أمريكي، ولد في 23 يوليو 1930، وتوفي في 23 مايو 2012.